# Eduard Cruse

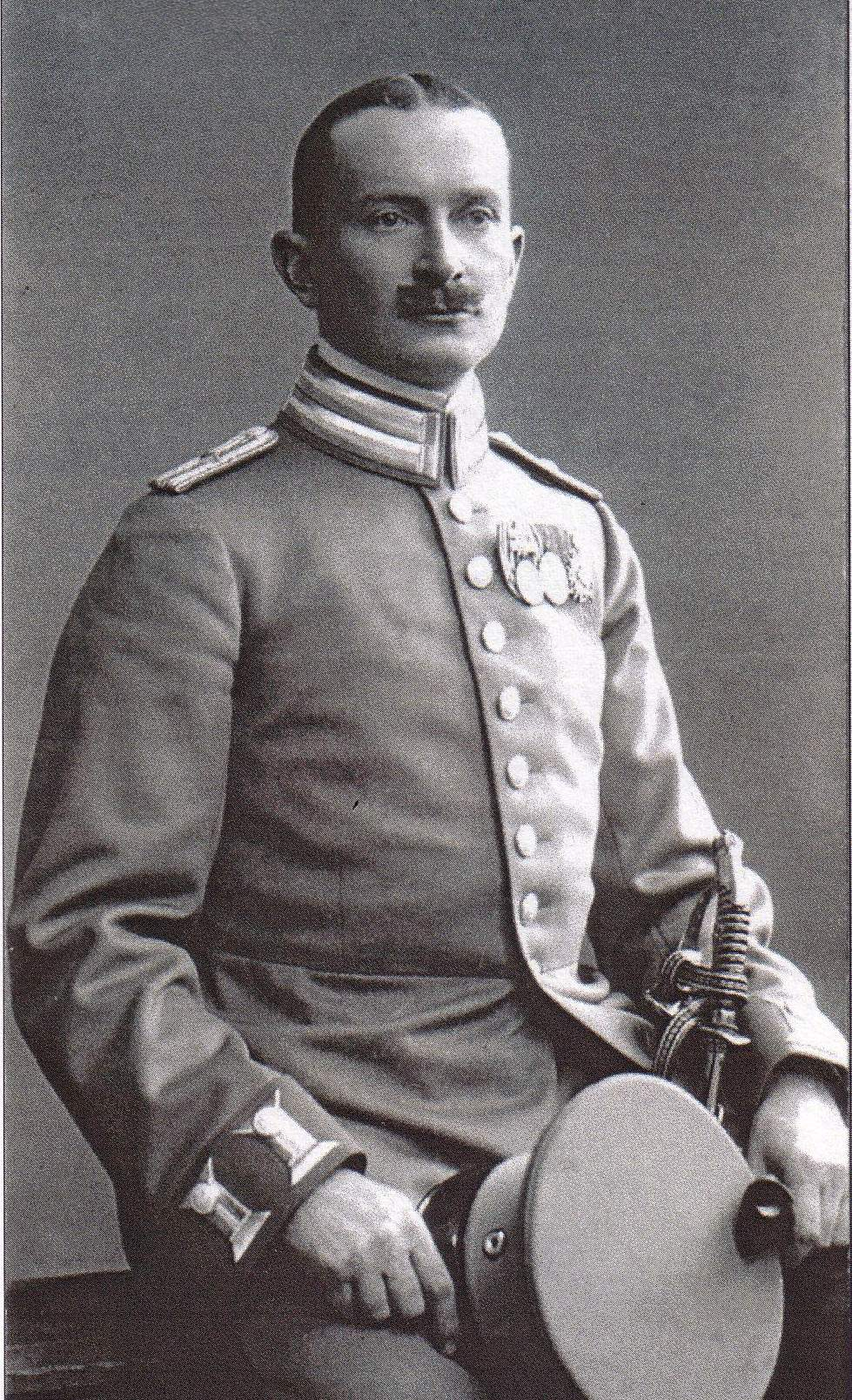
Eduard Cruse

Eduard (Eke) Cruse (* 10. Oktober 1873 in Hasenberg; † 5. Juni 1961 in Hamburg-Groß Flottbek) war ein deutscher Generalmajor der Reichswehr.

## Leben

### Familie
Eduard war eins von neun Kindern von Richard Cruse (1833–1906) und dessen Ehefrau Magdalene, geborene Thaer (1848–1917), einer Tochter des Albrecht Philipp Thaer. Sein Großvater väterlicherseits war Gustav Leopold Cruse (1799–1881), ein Sanitätsrat.
Cruse heiratete am 21. Juni 1912 in der Garnisonsstadt Lüderitzbucht in Deutsch-Südwestafrika Elsbeth von Werner (* 1882), die bereits am 1. Dezember 1912 in Ukamas, an der Südost-Grenze Deutsch-Südwestafrikas, verstarb – vermutlich aufgrund einer ungünstig verlaufenden Schwangerschaft oder Kindesgeburt. Sie wurde auf dem Familienfriedhof der Cruses in Podollen in Ostpreußen beigesetzt. Die Ehe blieb kinderlos.

### Militärkarriere
Cruse trat am 15. April 1893 als chargierter Fähnrich aus dem Kadettenkorps kommend in das Füsilier-Regiment „Graf Roon“ (Ostpreußisches) Nr. 33 der Preußischen Armee ein. Nach seiner Beförderung zum Sekondeleutnant wurde Cruse als Adjutant des II. Bataillons verwendet. Im Juli 1900 ließ er sich zum 1. Ostasiatischen Infanterie-Regiment nach China versetzen und nahm als Adjutant des II. Bataillons an der Niederschlagung des Boxeraufstandes teil.
Im Herbst 1902 kehrte Cruse mit der Rückversetzung in das Füsilier-Regiment „Graf Roon“ (Ostpreußisches) Nr. 33 nach Deutschland zurück und wurde hier am 17. Mai 1904 zum Oberleutnant befördert. Am 25. Februar 1905 ließ er sich erstmals zur Schutztruppe nach Deutsch-Südwestafrika versetzen.

#### Das Gefecht bei Gawachab 1906
Bekannt wurde Cruse in Deutschland durch die Teilnahme an einem Gefecht im Rahmen des Herero-Aufstandes.
Johannes Christian, Kaptein der Bondelswart hatte sich den seit 1904 aufständischen Nama unter ihren Kapteinen Jakobus Morenga und Hendrik Witbooi angeschlossen. Nach einer Niederlage am 20. April 1905 gegen eine deutsche Einheit unter einem Hauptmann Henck, hatte Christian sich mit seinen Kriegern durch die kleinen Karasberge (heute: „Little Karas-Berg“) zum Löwenfluss.
Dort, südlich von Gawachab, stieß am 5. Mai 1906 die berittene 7. Kompanie des 1. Feldregiments unter Oberleutnant Cruse auf Christians’ Einheit. Trotz der Übermacht der Nama ließ Cruse angreifen. Es kam in dem schwierigen Gebirgsgelände zu einem heftigen Gefecht, in dessen Verlauf Christians Truppen ihre Stellungen räumten und in südlicher Richtung zurückgingen. Cruse wurde schwer verwundet, er erhielt einen Schuss in die rechte Bauchseite.
Nach einjähriger Dienstzeit in der Kolonie kehrte Cruse nach Deutschland zurück und wurde im Grenadier-Regiment „König Friedrich I.“ (4. Ostpreußisches) Nr. 5 angestellt. Zeitgleich mit seiner Beförderung zum Hauptmann wurde Cruse am 21. Juli 1908 zum Chef der 5. Kompanie ernannt. Diese kommandierte er bis zum 24. November 1910 und trat anschließend wieder der Schutztruppe für Deutsch-Südwestafrika bei. 1914 stellte er Antrag auf „Belassung“ bei der Schutztruppe um weitere dreieinhalb Jahre.

### Erster Weltkrieg
Nach dem Ausbruch des Ersten Weltkriegs gelang Cruse die Rückkehr nach Deutschland, wo er wieder im Grenadier-Regiment „König Friedrich I.“ (4. Ostpreußisches) Nr. 5 Verwendung fand. Mit dem Regiment kämpfte er an der Ostfront u. a. in der Schlacht um Łódź, bis er Anfang August 1915 als Major in das Grenadier-Regiment „Kronprinz“ (1. Ostpreußisches) Nr. 1 versetzt wurde. Kurz darauf ernannte man ihn zum Kommandeur des I. Bataillons. Er blieb weiterhin an der Ostfront im Einsatz, verlegte im März 1916 an die Westfront und beteiligte sich an den verlustreichen Kämpfen um Verdun. Dann wieder an die Ostfront verlegt, nahm Cruse mit seinem Bataillon nach dem Kriegseintritt Rumäniens an den Kämpfen auf dem dortigen Kriegsschauplatz teil. 1918 wurde Cruse schließlich zum Kommandeur des Reserve-Infanterie-Regiments Nr. 228 an der Westfront ernannt.

### Nachkriegszeit
Nach dem Waffenstillstand von Compiègne führte er sein Regiment in die Heimat zurück, wo es in Torgau zunächst demobilisiert und schließlich aufgelöst wurde. Cruse wurde daraufhin wieder in das Grenadier-Regiment „Kronprinz“ (1. Ostpreußisches) Nr. 1 versetzt. Nach dessen Demobilisierung schloss er sich einer daraus gebildeten Freiformation an. Mit der Bildung der Vorläufigen Reichswehr wurde Cruse am 1. Oktober 1919 in das Reichswehr-Schützen-Regiment 1 übernommen, aus dem später das 1. (Preußisches) Infanterie-Regiment wurde. Er kommandierte zunächst ein Bataillon, wurde am 18. Dezember 1920 mit Rangdienstalter vom 1. Oktober 1920 zum Oberstleutnant befördert und stieg zum 1. Januar 1922 in den Regimentsstab in Königsberg auf. In dieser Stellung folgte am 1. Januar 1924 seine Beförderung zum Oberst, bis er schließlich am 31. Januar 1926 unter Verleihung des Charakters als Generalmajor aus dem aktiven Militärdienst verabschiedet wurde.

## Auszeichnungen
- Roter Adlerorden IV. Klasse[8]
- Kronenorden IV. Klasse mit Schwertern[8]
- Ritterkreuz des Königlichen Hausordens von Hohenzollern mit Schwertern[8]
- Eisernes Kreuz (1914) II. und I. Klasse[8]
- Verwundetenabzeichen (1918) in Schwarz[8]
- Preußisches Dienstauszeichnungskreuz[8]
- Österreichisches Militärverdienstkreuz III. Klasse mit Kriegsdekoration[8]